# Сутвара (острво)
Сутвара је мало ненасељено острво у хрватском делу Јадранског мора у Корчуланском архипелагу.
Сутвара се налази око 2 км североисточно од насеља Лумбарда на острву Корчуле. Површина острва износи 0,098 км². Дужина обалске линије је 1,3 км.. Највиши врх на острву је висок 38 метара.
Назив је од старохришћанске црквице Свете Варваре, која је по франи Радићу са почетка 5. века, док се данас сматра да је из 6. века. И код Будве има место Сутвара, са црквом Свете Варваре. Радић је записао да је у његово време острво било насељено и имало је 40-ак кућа. Тада је било власништво пензионисаног мајора Јосипа Грајсмајера, а насљедио га је по жени од корчуланске породице Димитри. Остаци црквице су на средини брежуљка који је висок око 60 метара. Олтаром је окренута ка истоку, а улаз је са западне стране. Има полукружну олтарску апсиду и грађена је на остацима старије цркве. У старо доба каменари су радили на острву. Оствро је било насељено Грцима, као и Лумбарда, са старом црквом Свете Варваре, што доказују бројни остаци камена са грчким натписим. У близини је и острво Максан, данас Мајсан, које је добило назив по цркви Светог Максима.